# Alapajevsk

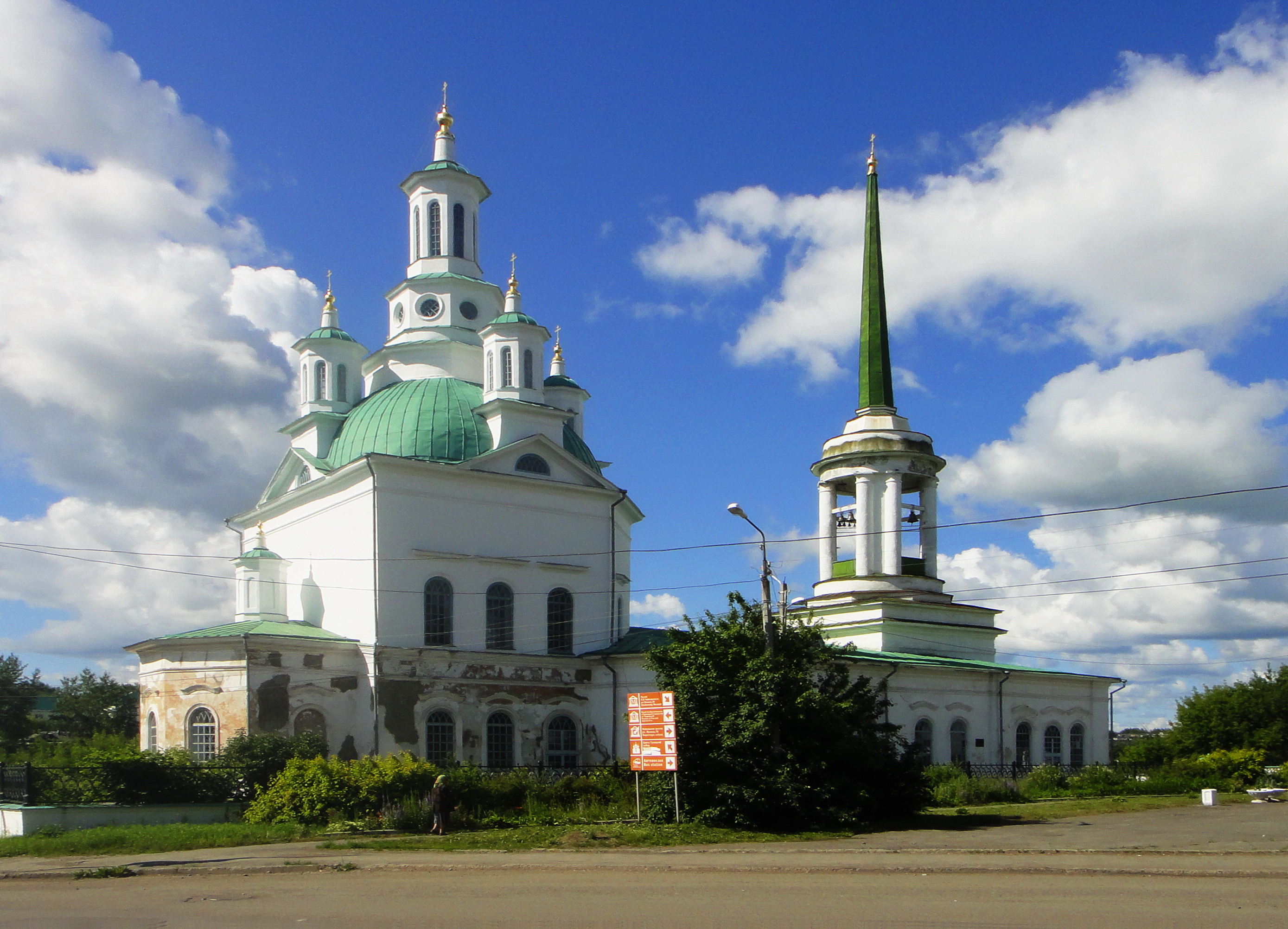
Katedral i Alapajevsk.

Alapajevsk (ryska Алапа́евск) är en stad i Sverdlovsk oblast i Ryssland, omkring 120 kilometer nordost om Jekaterinburg. Folkmängden uppgick till 37 857 invånare i början av 2015, med totalt 43 889 invånare inklusive landsbygd under stadens administration.
Alapajevsk är ett av de äldsta centrumen för järn- och stålindustrin i Uralbergen, med järnmalmsgruvor, maskinindustri och metallindustri. Det första järnverket grundades av Peter den store 1704.